# I-65/I-165
I-65/I-165 — підводний човен Імперського флоту Японії, який взяв участь у бойових діях Другої світової війни. Споруджений як І-65, корабель 20 травня 1942-го був перейменований на І-165, щоб звільнити нумерацію для нових крейсерських підводних човнів (так само вчинили щодо всіх субмарин KD типів).

## Довоєнна служба
І-65 став першим човном типу KD5. Однією з відмінностей від попереднього типу KD4 була збільшена максимальна глибина — з 60 до 70 метрів. У складі озброєння додали 13,2-мм зенітний кулемет.
І-65 спорудили у 1932 році на верфі ВМФ у Куре та включили до 30-ї дивізії підводних човнів.

## Перший похід
26 листопада 1941-го, незадовго до вступу Японії у Другу світову війну, І-65 вирушив до Палау (важлива база на заході Каролінських островів), проте ще на шляху туди був перенаправлений до порту Самах (китайський острів Хайнань). 5 грудня, за кілька діб до відкриття бойових дій, І-65 вже вирушив з Самаху до визначеного йому району в Південнокитайському морі, де разом з цілим рядом інших човнів сформував патрульну лінію поблизу півострова Малакка, на який вже 8 грудня (тобто у день нападу на Перл-Гарбор — тільки останній відбувся по інший бік лінії зміни дат) висадились японські десанти.
9 грудня 1941-го з І-65 виявили два британські лінкори в супроводі есмінців, про що повідомили своєму командуванню. Човен спробував наздогнати вороже з'єднання, проте йому заважали погодні умови, а потім І-65 був помилково атакований японським літаком, що примусило до екстреного занурення. Хоча контакт з британським загоном втратили, проте повідомлені про його пересування японці організували 10 грудня повітряну атаку, яка завершилась потопленням обох головних кораблів — HMS Prince of Wales та HMS Repulse.
13 грудня 1941-го І-65 перенаправили для патрулювання між островами Натуна та північно-західним завершенням острова Борнео із завданням прикривати висадку на останньому.
27 грудня 1941-го І-65 повернувся з походу до бухти Камрань (центральна частина узбережжя В'єтнаму).

## Другий похід
5 січня 1942-го І-65 вирушив для дій у Індійському океані, куди попрямував через східну частину Яванського моря, де 9 січня за дві з половиною сотні кілометрів на північ від Сурабаї потопив торпедами нідерландське судно Benkoelen (1003 GRT).
14 січня біля північно-західного узбережжя Суматри І-65 торпедував та потопив британське судно Jalarajan (5102 GRT), а 20 січня завершив похід на західному узбережжі півострова Малакка у Пенанзі, який на найближчі кілька років стане базою японського підводного флоту для дій у Індійському океані.

## Третій похід
5 лютого 1942-го І-65 відбув для бойового патрулювання в районі Цейлону (Шрі-Ланки). 9 лютого в районі за сотню кілометрів від південно-східного узбережжя цього острова човен атакував конвой, що прямував з Коломбо до Трінкомалі. І-65 вдалось торпедувати судно Laomedon, яке використовувалось британським флотом для транспортування різноманітного обладнання, необхідного для оперативного створення/розширення гаваней (boom carrier). Втім, у підсумку пошкоджений Laomedon вдалось довести до Коломбо, це судно пережило як рейд японського авіаносного з'єднання (квітень 1942-го), так і всю війну та по її завершенні було повернуте цивільному власнику.
15 лютого 1942-го у Лаккадівському морі за дві сотні кілометрів на південний захід від Кочіна І-65 торпедував та потопив вантажне судно Johanne Justesen (4681 GRT), яке йшло у баласті. Ще через п'ять діб за чотири сотні кілометрів на південний захід від Кочіна човен знищив торпедами судно Bhima (5280 GRT).
21 лютого 1942-го І-65 промахнувся двома торпедами по якомусь транспортному судну (є припущення, що це був радянський лісовоз «Арктика»).
28 лютого 1942-го човен завершив похід у Пенанзі, а 15—28 березня перейшов до японського порту Сасебо.

## Четвертий похід
14—24 травня 1942-го І-66 пройшов з Сасебо до атола Кваджелейн на Маршаллових островах, де на початковому етапі війни була значна база японського підводного флоту.
26 травня, вже як І-165, човен вирушив у четвертий похід (у цей період з Кваджелейну в межах операції проти атола Мідвей вийшло багато японських субмарин), під час якого мав патрулювати північніше від атола Куре (сотня кілометрів на захід від Мідвею).
У цьому поході І-165 не зміг поповнити свій бойовий рахунок, а 26 червня 1942-го прибув для ремонту до Сасебо. 22 липня він полишив Японію та 6 серпня знову прибув до Пенангу.

## П'ятий похід
11 серпня 1942-го І-165 вирушив для бойового патрулювання в Індійському океані на підходах до Цейлону. 25 серпня за шість з половиною сотень кілометрів на південний захід від Коломбо човен торпедував і потопив британське судно Harmonides (5237 GRT), що здійснювало перехід з Трінкомалі до Лоренцо-Маркеш (наразі столиця Мозамбіку Мапуту). Невдовзі човен дістав пошкодження від шторму та 31 серпня був вимушений повернутись у Пенанг.

## Шостий похід
16 вересня 1942-го І-165 рушив у черговий похід. 24 вересня за три сотні кілометрів на південний захід від Кочіну човен потопив торпедами американський транспорт Losmar (5549 GRT), що прямував з Порт-Саїду до Коломбо. В найближчі кілька діб І-165 ще двічі виходив в атаку і один раз доповів про знищення вантажного судна, проте цього разу йому не вдалось поповнити свій бойовий рахунок.
28 вересня 1942-го човен висадив на західне узбережжя Індії п'ятьох повстанців із прояпонської організації Індійська національна армія, а 9 жовтня повернувся до Пенангу.

## Сьомий похід
5 листопада 1942-го І-165 вийшов у черговий похід до Індійського океану, проте цього разу не зміг поповнити свій бойовий рахунок та вже 26 листопада повернувся на базу.

## Восьмий похід
5 грудня 1942-го І-165 вийшов у похід, проте цього разу попрямував для бойового патрулювання в Арафурському морі біля північного узбережжя Австралії. Під час цього походу він також не зміг поповнити свій бойовий рахунок, а 22 грудня прибув до Сурабаї на острові Ява. Взагалі, перехід на цю базу був викликаний помилковими розвідувальними даними щодо підготовки союзниками десанту на острів Тимор, на тлі яких японське командування наприкінці 1942 року спрямувало до Сурабаї одразу кілька субмарин.

## Дев'ятий похід
21 січня 1943-го І-165 вирушив до західного узбережжя Австралії. Тут він мав завдання провести артилерійський обстріл порту Джералдтон (за три з половиною сотні кілометрів на північ від Перта). Двічі ця місія переривалась через присутність ворожих літаків та кораблів, нарешті, невдовзі після опівночі 28 січня І-165 випустив 10 снарядів із палубної гармати по рибзаводу.
16 лютого 1943-го човен повернувся у Сурабаю, а 5 березня відбув до Сасебо для ремонту, який тривав до кінця квітня. Після цього човен розпочав тренування у Внутрішньому Японському морі і лише 26 серпня рушив до Пенангу.

## Десятий похід
14 вересня 1943-го І-165 вирушив для патрулювання біля північно-західного узбережжя Австралії, проте не досягнув тут якихось результатів і 8 жовтня повернувся в Пенанг.

## Одинадцятий похід
24 жовтня 1943-го І-165 розпочав свій черговий похід, у якому діяв у Бенгальській затоці. І цього разу він не зміг збільшити свій бойовий рахунок та не пізніше кінця листопада був вже в Пенанзі.
1—3 грудня 1943-го човен пройшов до Сінгапуру на ремонт, а 16—18 грудня здійснив зворотний перехід.

## Дванадцятий похід
7 січня 1944-го І-165 вийшов на бойове патрулювання до Бенгальської затоки. 16 числа за кілька десятків кілометрів від Пондішеррі човен послідовно уразив кількома торпедами та потопив британське судно Perseus (10286 GRT), яке прямувало до Калькутти. 5 лютого 1944-го похід завершився поверненням до Пенангу.

## Тринадцятий похід
27 лютого 1944-го І-165 знову вийшов для дій біля Цейлону. 18 березня дещо менш ніж за п'ять сотень кілометрів на південний схід від острова човен потопив торпедами британське судно Nancy Moller (3916 GRT), яке йшло з вантажем вугілля з південноафриканського Дурбана до Коломбо. При цьому І-165 сплив на поверхню та обстріляв кулеметами моряків з Nancy Moller, що призвело до високих втрат екіпажу останнього — загинуло 32 особи, рівно половина з тих, хто перебував на борту. 30 березня човен повернувся в Пенанг.

## Чотирнадцятий похід
У травні 1944-го І-165 прибув до Сурабаї, звідки 31 травня вирушив у похід до західного узбережжя Австралії. Тут він не зміг досягнути якогось успіху і 5 липня повернувся на Яву.

## Похід до Нової Гвінеї
У певний момент японське командування вирішило зняти старших офіцерів із острова Біак (біля північного узбережжя Нової Гвінеї), на якому раніше висадився десант союзників. Як наслідок, 24 липня 1944-го І-165 рушив до Біаку, хоча й не зміг виконати місію через технічні проблеми, що змусили повернутись до Сурабаї. Лише 12 серпня човен знову рушив у море та 18 числа досягнув пункту призначення. Він не зміг одразу встановити контакт із наземними військами, а невдовзі був виявлений ворожими кораблями. І-165 терміново занурився, після чого став ціллю для глибинних бомб. Від їх вибухів почалось надходження води в корпус, човен опустився до понаднормової глибини у 110 метрів, на якій і перебував чотири години. Закріплені на палубі бочки з припасами зірвало під час атаки, крім того, екіпаж викинув через торпедні апарати різноманітні уламки та нафту. Як наслідок, коли через 10 годин І-165 знову сплив на поверхню, ворожі кораблі вже полишили район бою. Хоча човен і зазнав серйозних пошкоджень, проте зміг 23 серпня досягнути острова Амбон.
Після аварійного ремонту 27 серпня 1944-го І-165 прибув до Сурабаї, а в середині вересня перейшов до Сінгапуру. Втім, і в останньому не було достатніх потужностей для проведення повноцінного відновлення, тому 24 вересня І-165 рушив до Японії. Він пройшов через острів Хайнань та зміг дістатись Сасебо лише 17 жовтня.

## Завершальний етап служби
У середині грудня 1944-го І-165 вирішили використовувати як навчальний. Втім, криза японської оборони змусила у квітні 1945-го ухвалити рішення про повернення човна до активної служби та його переобладнання в носій керованих торпед «кайтен». Щоб розмістити дві одиниці цієї зброї, довелось демонтувати палубну гармату.
15 червня 1945-го І-165 разом зі ще трьома підводними човнами вирушив на південь для дій проти ворожого флоту в районі на схід від Маріанських островів. Наступної доби на виході з протоки Бунго (розділяє Кюсю та Сікоку) І-165 був перехоплений американським підводним човном «Девілфіш», проте японська субмарина змогла ухилитись від атаки та терміново зануритись.
27 червня 1945-го за вісім сотень кілометрів на схід від острова Сайпан патрульний літак виявив японський підводний човен у надводному положенні, причому на його палубі виднілись мінісубмарини. Не виключено, що японці збирались позбавитись від них, оскільки застосування цієї зброї стало неможливим через пошкодження від іншої атаки (наприклад, проведеного 23 червня скиду глибинних бомб з мінного загороджувача «Чемпіон» та ескортного міноносця «Гілліган»). Літак застосував глибинні бомби (а потім акустичну торпеду) та після екстреного занурення ворожого корабля спостерігав на поверхні сліди нафти, дерев'яні фрагменти та дві мінісубмарини. Ймовірно, саме ця атака стала фатальною для І-165, який загинув зі всіма 106 членами екіпажу.

## Бойовий рахунок
| Дата       | Назва        | Тип      | Тоннаж | Місце           |
| 09.01.1942 | Benkoelen    | вантажне | 1003   | 4°50'S 112°50'E |
| 14.01.1942 | Jalarajan    | вантажне | 5102   | 0°12'S 97°00'E  |
| 15.02.1942 | Justesen     | вантажне | 4681   | 9°04'N 75°58'E  |
| 20.02.1942 | Bhima        | вантажне | 5280   | 7°47'N 73°31'E  |
| 25.08.1942 | Harmonides   | вантажне | 5237   | 1°42'N 77°27'E  |
| 24.09.1942 | Losmar       | вантажне | 5549   | 8°06'N 74°23'E  |
| 16.01.1944 | Perseus      | вантажне | 10286  | 12°00'N 80°14'E |
| 18.03.1944 | Nancy Moller | вантажне | 3916   | 2°14'N 78°25'E  |